# أوتو أندرسون (سياسي)
أوتو أندرسون (بالفنلندية: Isak Andersson)‏ هو سياسي فنلندي، ولد في 10 أبريل 1881، وتوفي في 16 سبتمبر 1925. انتخب عضو برلمان فنلندا ‏.